# Vzhůru ke hvězdám
Vzhůru ke hvězdám (v anglickém originále Famous in Love) je americký televizní seriál stanice Freeform, inspirovaný stejnojmennou knihou od Rebeccy Serle. Námět zpracovala I. Marlene King, která stojí za úspěšným seriálem Prolhané krásky a autorka předlohy. Seriál měl premiéru 18. dubna 2016. Hlavní hvězdou seriálu jsou Bella Thorne a Carter Jenkins. Druhá řada měla premiéru dne 4. dubna 2018. Dne 29. června 2018 stanice oznámila zrušení seriálu po odvysílání dvou řad. 

## Děj
Paige Townsen byla obyčejná studentka vysoké školy, než získala roli v hollywoodském filmu. Nyní musí žít život nové slavné hvězdy, řešit vztah mezi ní a dvěma herci ze stejného projektu a zároveň pomáhat s odhalováním pravdy o zmizení slavné popové hvězdy.

## Obsazení

### Hlavní role
| Bella Thorne   | Paige Townsen              |
| Carter Jenkins | Rainer Devon               |
| Keith Powers   | Jordan Wilder              |
| Charlie DePew  | Jake Salt                  |
| Niki Koss      | Alexis Glenn               |
| Georgie Flores | Cassandra „Cassie“ Perkins |
| Perrey Reeves  | Nina Devon                 |
| Pepi Sonuga    | Tangey Turner              |
| Mark Valley    | Grant Devon                |
| Katelyn Tarver | Rachel Davis               |

### Vedlejší role
- Jason Antoon jako Wyatt, režisér filmu Locked
- Nathan Stewart-Jarrett jako Barrett, reportér
- Shawn Christian jako Alan Mills, ředitel filmového studia
- Vanessa Williams jako Ida, Tangey matka
- Tom Maden jako Adam, asistent produkce, Cassie přítel
- Danielle Campbell jako Harper, Rainerova přítelkyně
- Claudia Lee jako Billy

## Vysílání
| Řada | Díly | Premiéra v USA | Premiéra v USA  |
| Řada | Díly | První díl      | Poslední díl    |
| ---- | ---- | -------------- | --------------- |
| 1    | 10   | 18. dubna 2017 | 13. června 2017 |
| 2    | 10   | 4. dubna 2018  | 30. května 2018 |

## Produkce
Americká stanice Freeform povolila natočení pilotního dílu 19. března 2015. Pilot se natočil v listopadu 2015, stanice dala seriálu zelenou 7. dubna 2016. Natáčení začalo 13. července a bylo ukončeno 18. října 2016. V listopadu 2016 bylo oznámeno, že premiéra seriálu se bude konat 18. dubna 2017. Seriál je inspirován stejnojmennou novelou od Rebeccy Serle. Serle spolupracovala s Marlene King, aby novelu přepracovala do televizního seriálu. Stanice oznámila 3. srpna 2017, že se bude natáčet druhá řada. Druhá řada měla premiéru dne 4. dubna 2018. Dne 29. června 2018 stanice oznámila zrušení seriálu po odvysílání dvou řad. 

## Nominace
Seriál byl nominovaný na cenu Teen Choice Awards v kategoriích nejlepší nový televizní seriál, nejlepší dramatický seriál a Bella Thorne získala nominaci v kategorii nejlepší televizní herečka v dramatickém seriálu. V roce 2018 získal seriál nominace na cenu Teen Choice Awards v kategoriích nejlepší televizní herečka v dramatickém seriálu (Thorne) a nejlepší dramatický seriál. 